# Омаров, Шихахмед Эсупович
Шихахмед Эсупович Омаров (21 мая 1956) — российский и дагестанский политик. Глава Ленинского района и Советского района Махачкалы (2009—2014).

## Биография
В 2007 году работал генеральным директором ОАО «Избербашское ГАТП». В середине декабря 2009 года был переведен на должность главы администрации Советского района, ранее он работал главой администрации Ленинского района Махачкалы. 14 апреля 2014 года в отставку были отправлены все три главы администрации внутригородских районов Махачкалы, в том числе и Омаров.

## Трудовая деятельность
- 2000-е — генеральный директором ОАО «Избербашское ГАТП»
- 200? — 2009 — глава администрации внутригородского района «Ленинский район» города Махачкалы.
- 2009 — 2014 — глава администрации внутригородского района «Советский район» города Махачкалы.

## Личная жизнь
Брат: Ахмед Эсупович Омаров – в начале 2010-х работал директором ОАО «Махачкалинские горэлектросети».